# Богодаровка (Павлодарская область)
Богодаровка (каз. Богодаровка) — село в Щербактинском районе Павлодарской области Казахстана. Расположено в 15 км к северу от районного центра — села Шарбакты и в 100 км к северо-востоку от областного центра — города Павлодара. Административный центр Ильичёвского сельского округа. Код КАТО — 556843100.

## История
Село основано в 1914 году крестьянами-переселенцами на урочище Уш-Камыс в бывшей Орловской волости Павлодарского уезда.
Богодаровка была центральной усадьбой бывшего мясо-молочного колхоза имени Владимира Ильича, образованного в 1950 году на базе бывших колхозов «Коммунар» и «Чекан-Богатырь».

## Население
В 1985 году в селе проживало 500 человек. В 1999 году численность населения села составляла 420 человек (208 мужчин и 212 женщин). По данным переписи 2009 года, в селе проживало 212 человек (116 мужчин и 96 женщин).